# Wolf Eyes
Wolf Eyes är ett noiserockband från Ann Arbor i Michigan, USA. Wolf Eyes bildades 1996 som ett soloprojekt av Nate Young, som tidigare spelat i Nautical Almanac. Aaron Dilloway blev medlem 1998 och John Olson anslöt år 2000.
Gruppen sägs ha släppt över 150 skivor, varav några på svenska skivbolag som Kning Disk, Fang Bomb och iDEAL Recordings (samtliga göteborgsbaserade). För det mesta är album med Wolf Eyes självutgivna.
Wolf Eyes mest sålda skivor är albumen Burned Mind (2004) och Human Animal (2006), som har givits ut av Sub Pop.

## Medlemmar
Nuvarande medlemmar
- Nate Young – sång, elektronik, programmering (1996–)
- John Olson – elektronik, horn (2000–)

Tidigare medlemmar
- Aaron Dilloway – gitarr, sång, elektronik (1998–2005)
- Andrew Wilkes-Krier ("Andrew W.K.") – (2000)
- Mike Connelly – gitarr, sång, elektronik (2005–2013)
- James Baljo ("Crazy Jim Baljo") – gitarr (2013–2017)